# جزيرة دندي
جزيرة دندي هي جزيرة يغطيها الجليد تقع شرق الطرف الشمالي الشرقي من شبه الجزيرة القطبية الجنوبية وجنوب جزيرة جوينفيل إلى الشمال من الممر المائي القطبي الجنوبي.
يرجع فضل تسمية الجزيرة لقائد سفينة «أكتيف» الكابتن توماس روبرتسون بتاريخ 8 يناير عام 1893 خلال بعثة دندي القطبية الجنوبية لصيد الحيتان حيث سمّوها على اسم مدينتهم دندي في اسكتلندا. تألفت البعثة الاستكشافية كذلك من ثلاثة سفن أخرى، ولكن لم تنجح مساعي هذه البعثة في العثور على حيتان تجارية.

## معالم قريبة
تقع صخرتا إيدن والمختارة كإحدى المناطق الهامة لحفظ الطيور قبالة الساحل الشرقي لجزيرة دندي. وتقع شرق هذه الصخور صخرة أخرى تدعى صخرة بوغت، وقد سميت تخليداً لذكرى الكابتن ويليام بوغت في البحرية الملكية البريطانية. وقد استخدم السير جيمس كلارك روس بتاريخ 30 ديسمبر عام 1842 هذا الاسم لأول مرة للإشارة للصخرة حيث أطلق عليها اسم «رأس بوغت»، ولكن لم يتضح في كتابات روس ماهية المعلم الجغرافي الذي كان يشير إليه. اُعتمد اسم «صخرة بوغت» من قبل اللجنة البريطانية القطبية الجنوبية لأسماء الأماكن عام 1956 بغية الاحتفاظ بالاسم الذي اختاره روس في هذه المنطقة.